# Strausz Sándor
Strauszenberghi Strausz Sándor (Uzsa, Zala vármegye, 1831. március 16. –Ormándlak, 1922. február 2.), a Nagylengyel és vidéke hitelszövetkezet igazgatója, a Zala vármegye Gazdasági Egyesület tagja, megyebizottsági tag, Zalavármegye törvényhatósági bizottságának tagja, zalai esküdt, a nagylengyeli vidéki gazdakör jegyzője, nagylengyeli földbirtokos. 

## Élete
A római katolikus nemesi származású strauszenberghi Strausz családnak a sarja, amelynek ősapja a Mosonmagyaróváron lakó strauszenberghi Strausz Ferenc Márton 1702. május 26.-án szerzett indigenátust (a nemesség magyar honosságát), valamint családi címert I. Lipót magyar királytól. Strausz Sándor és testvérei a lesencetomaji plébániához tartozó Uzsán születtek. Apja strauszenbergi Strausz Ferenc (1801–1853), nagylengyeli földbirtokos, anyja Vitmajer Erzsébet. Fivére strauszenberghi Strausz Ferenc (1829-1880), nagylengyeli földbirtokos, akinek a két fia: Strauszenberghi Strausz Antal (1872–1935) veszprémi kanonok, valamint Strausz Flórián (1863-1952) pápai prelátus; Strausz Sándor unokahúga strauszenberghi Strausz Hermina (1865-1917), akinek a férje nemes Bándy László (1852-1905), nagylengyeli földbirtokos, a Nagylengyel és vidéke gazdakör elnöke, a Nagylengyel-vidéki hitelszövetkezet igazgatója.
Alap tanulmányai után Strausz Sándor fiatal korát főképpen gazdálkodással foglalkozott, illetve társas életet élt a szabadság harc utáni Zalában. Az 1848-as eszmékhez mindig közel álló Stausz Sándor a tágas nagylengyeli kúriájában lakott hitvesével boldogfai Farkas Krisztinával és sok gyermekével együtt. 1884-ben nem sokkal a Zala vármegye Gazdasági Egyesület alapítása után találjuk Strausz Sándor földbirtokost a tagjai között. 1887-ben Strausz Sándor a nagylengyel és vidéke gazdakör jegyzőjeként szolgált; ezzel a feladattal a nagylengyeli gazdakör megbízta a következő évtizeden keresztül szakadatlanul. 1901. december 30-án a nagylengyeli vidéki gazdakör tartotta évi rendes közgyűlését, amelyek az új tisztikarát választották; Strausz Sándor ismét a gazdakör jegyzője lett. A zalavármegyei törvényhatósági bizottság tagja; 1891-ben a nagylengyeli választó kerület elnök helyettessé választották Strausz Sándort, Skublics Jenő elnök mellé. Strausz Sándor a mezőgazdaságon kívül pénzügyi területen is tevékenykedett; a "Nagylengyel vidéki hitelszövetkezet" vezérigazgatója lett. 1900. január 14-én tartott közgyűlésen Strausz Sándort igazgatójává választották. Később fiainak átengedte a nagylengyeli földbirtokát és Ormándlakra költözött el, ahol 1922-ben elhunyt

## Házassága és leszármazottjai
Zalaboldogfán, 1859. január 31-én feleségül vette a tekintélyes zalai nemesi származású boldogfai Farkas családból való boldogfai Farkas Klementina "Krisztina" (Boldogfa, 1837. április 20. – Nagylengyel, 1883. augusztus 15.) kisasszonyt, akinek a szülei boldogfai Farkas Ferenc (1779–1844), Zala vármegyei táblabíró, jogász, zalaboldogfai, andráshidai, felsőbagodi és hagyárosi földbirtokos, salomvári közbirtokos, és Joó Borbála (1811–1881) voltak. Az apai nagyszülei boldogfai Farkas János (1741–1788) Zala vármegye főjegyzője, Zala vármegyei Ítélőszék elnöke, a királyság hites ügyvédje, táblabíró, földbirtokos, és lovászi és szentmargitai Sümeghy Judit (1754–1820) voltak. Tóth Benedekné boldogfai Farkas Franciska egyik fivére boldogfai Farkas Ferenc (1838–1908), Zala vármegye számvevője, pénzügyi számellenőre, földbirtokos; az egyik leánytestvére boldogfai Farkas Franciska (1840–1872), akinek a férje tóthfalusi Tóth Benedek (1825–1883) jogász, ügyvéd, 1848-as főhadnagy, a Torna megyei Honvédegylet tagja, földbirtokos. Strausz Sándor és boldogfai Farkas Krisztina frigyéből született:
- Strausz Erzsébet Borbála (Nagylengyel, 1859. november 17. – Nagylengyel, 1930. április 14.).[8] Férje: Parragh Gyula (Balatonkenese, 1851. március 11. – Nagylengyel, 1928. december 24.), balatonkenesei postamester, földbirtokos.[9]
- Strausz Borbála Margit (Nagylengyel, 1861. június 14. – Zalaegerszeg, 1952. április 19.). Férje: udvardi és básthi Udvardy Vince (Füle, Fejér vármegye, 1854. szeptember 6. – Zalaegerszeg, 1922. október 6.), Zalaegerszeg városi képviselő-testületnek a tagja, a zalaegerszegi állami főgimnáziumi tanára, a "Zalamegyei Gazdasági Egyesület" pénztárnoka, Zala vármegye törvényhatósági és megyebizottsági tag, a zalaegerszegi ipartanodai bizottság tagja, a Zalaegerszegi Uri Kaszinó tagja, Zalaegerszeg város rendes esküdtje.[10]
- Strausz Farkas Sándor (Nagylengyel, 1863. május 23. – Nagylengyel, 1946. december 4.),[11] MÁV főellenőr, földbirtokos. Nőtlen
- Strausz Rafael (Nagylengyel, 1865. április 21. – Nagylengyel, 1895. december 9.), cs. és kir. huszár főhadnagy, megyebizottsági tag, földbirtokos. Nőtlen.
- Strausz Sándor Domonkos, dr. (Nagylengyel, 1867. augusztus 4. – Nagylengyel, 1932. március 9.), ügyvéd, magyar királyi ítélőtáblai bíró, földbirtokos.[12] Felesége: Parragh Krisztina "Rafaela" (Balatonkenese, 1884. január 10. – Nagylengyel, 1947. augusztus 17.)[13][14]
- Strausz Zsófia Judit (Nagylengyel, 1868. december 8. – Nagylengyel, 1869. október 26.)